# Sleppið Grindini 2015
Sleppið Grindini 2015 var en kampagne, som Sea Shepherd Conservation Society førte på Færøerne i perioden fra 15. juni 2015 til starten af oktober 2015. Formålet med aktionen var at standse grindefangst på Færøerne dels ved at dokumentere fangsten ved at tage billeder og video, hvilket senere kunne bruges til dokumentarfilm, der formodentlig kunne skade færøsk og dansk turisme. Dette ville lægge større pres på danske og færøske myndigheder. I 2014 førte organisationen en lignende kampagne på Færøerne, den kaldtes GrindStop 2014 og varede fra ca. 15. juni 2014 til 1. oktober 2014. Aktionen i 2014 resulterede bl.a. i at Færøernes Lagting vedtog stramninger af Grindeloven, som gav politiet hjemmel til at give meget større bøder, op til 25.000 kroner pr. person og at tilbageholde folk som forstyrrede grindefangst i op til 24 timer. I 2014 gav brud på grindeloven bøder på 1000 kroner pr. person. Under aktionen i 2015 var der et meget mindre antal aktivister end året før, og de fleste af dem var til søs, mens nogle få var på land. Der skete flere konfrontationer mellem Færøernes Politi og Sea Shepherd, under grindefangst, mens aktivister fra Sea Shepherd forsøgte at standse de færøske grindebåde i at drive grindehvalerne ind mod stranden i Bøur, i Tórshavn og i Sandavágur. I et tilfælde kom politiet for sent, og derfor blev der også foretaget civile arrestationer i grinden i Sandavágur, hvilket politichefen senere påskønnede i Dagur og Vika (den færøske TV-avis).
Den 7. august 2015 blev der afsagt dom i sagen mod fem Sea Shepherd aktivister fra grinden i Bøur og Tórshavn. Dommeren fandt alle fem skyldige i brud på Grindloven og dømte bøder fra 5.000 til 35.000 danske kroner. De dømte ankede dommen til Østre Landsret, og anklagemyndigheden kontraankede, da der var tale om en principiel dom. Sagen kom for Østre Landsret i Tórshavn den 9. og 10. marts 2016. Ved en anden straffesag i Østre Landsret, der skulle være i januar 2016, mødte ingen fra Sea Shepherd op i retten, og sagen blev derfor udsat. Dommen angående straffesagen i Østre Landsret om hændelserne i Bøur og Tórshavn blev afsagt den 17. marts 2016. Landsretten stadfæstede bøden på 75.000 til organisationen Sea Shepherd, tre aktivister fik nedsat deres bøder fra henholdsvis 30.000 og 35.000 til 25.000, og en fjerde aktivist fra samme hændelse fik dommen stadfæstet, hvor bøden var på 25.000 kroner. Landsretten forhøjede en anden bøde fra 5.000 til 12.500 kroner. Sea Shepherd nægtede at betale bøderne.
Den 23. september 2016 blev der afsagt dom i straffesagen mod Stichting Sea Shepherd Global i Færøernes Ret. Retten fandt organisationen skyldig i brud på grindeloven og straffeloven under den lovlige grindefangst i Sandavágur den 12. august 2015. Stichting Sea Shepherd Global, som udeblev fra retten, blev dømt til at betale tyve dagbøder på 10.000 kroner hver, og derudover blev RHIB båden Echo og to motorer som var vurderet til 234.000 kroner, beslaglagt. Stichting Sea Shepherd Global blev også dømt til at betale for sagsomkostningerne.

## Baggrund

### Aktionens navn
Aktionens navn er på færøsk og betyder "Slip grindehvalerne fri" eller "Lad grindehvalerne være". Færinger omtaler en flok grindehvaler i entalsformen "Grind", i bundet form bliver det til "Grindin", i dativsformen i bestemt form bliver det til "grindini".

### Sea Shepherds aktioner
Sea Shepherd Conservation Society er en international non-profit radikal dyreværnsorganisation, der vil beskytte havpattedyr og fisk. Organisationen får støttepenge, der finansierer deres rejser til lande, der jagter hvaler og sæler. Sea Shepherd har f.eks. ført kampagner/konfrontationer mod Sovjet Unionen 1981–82 i Beringshavet, og imod Norge i 1992, da de saboterede det norske hvalskib Nybraena. Ved den lejlighed blev Paul Watson og Lisa Distefano idømt fire måneders fængselsstraf in absentia. Skibene blev hevet op igen, skaderne blev repareret, og skibene kom i funktion igen. I 2015 truede de igen med at genere norske hvalfangere.
I november 1986 påtog Sea Shepherd Conservation Society sig skylden for aktioner mod en islandsk hvalstation i Hvalfjörður, Island. Computere blev ødelagt med forhammer, og journaler blev hældt over med syre. To af nationens fire hvalfangerskibe, Hvalur 6 og Hvalur 7 blev sænket ved at åbne søventilerne, mens skibene lå fortøjet i Reykjavík havn. Watson blev udvist fra Island, efter at han havde meldt sig selv til politiet for hændelsen. Kristjan Loftsson fra Islands største hvalfangerselskab fortalte til The New Yorker, at Watson var persona non grata i landet.
Sea Shepherd har siden 2003 ført kampagner mod Japans hvalfangst af bardehval og finhval i det Sydlige Ishav ved Antarktis. Sea Shepherd fører også kampagner imod fangst af kortfinnet grindhval i området ved byen Taiji i Japan. Der er to hovedtyper af grindehvaler, den kortfinnede lever hovedsagelig i havene på den sydlige halvkugle, og de langfinnede lever hovedsagelig i det nordlige Atlanterhavet. Japanere driver fangst af de kortfinnede, mens færinger fangst på den langfinnede grindehval.
Sea Shepherd førte kampagner mod sælfangst i Canada fra 1979 indtil 2008, da deres skib, Farley Mowat blev beslaglagt af canadiske myndigheder. Det skete efter, at Farley Mowat i følge canadiske myndigheder kom for tæt på en sælfangerbåd, og da kystvagten ville beskytte den canadiske båd, blev den ramt af Farley Mowat.
Siden 1986 har Sea Shepherd ført kampagner mod grindefangst på Færøerne. De har ført kampagner i havet omkring Færøerne i 1983, 1985, 1986, 2000, 2010, 2011 og derefter har de også været fysisk tilstede på øerne med flere hundrede aktivister, hvilket var tilfældet i 2014 og igen i 2015, dog var de ikke lige så mange på land i 2015 som i 2014.
Sea Shepherd anklager Danmark for at hjælpe færinger med grindefangsten. Sea Shepherds grundlægger, Paul Watson, påstår, at færinger fanger grindehvaler og dræber dem, fordi de elsker at dræbe. En britisk undersøgelse fra 2007 viste dog, at færinger er de mest lovlydige i verden, og at intet andet land i verden har så få fængslede som Færøerne, og at Færøerne har meget få mord. Sea Shepherd Danmark siger, at færingers grindefangst er brutal, og at årsagen ikke er at skaffe mad, men ren underholdning.
Færinger siger, at de fanger grindehvaler for at skaffe mad til deres familier, hvilket har været en del af den færøske madkultur i flere århundreder og går helt tilbage til Vikingetiden. Færøske myndigheder har ført statistik, som stadig er bevaret helt tilbage til 1584. De nævner endvidere, at jagten er bæredygtig, at grindehvalen ikke er truet, og at det drejer sig om solidaritet og fællesskab og at uddele gratis mad til lokalsamfundet.

### Udlændingesager og politi er dansk
Færøske myndigheder kan ikke nægte personer adgang til Færøerne, da udlændingesager er dansk anliggende. Færøernes daværende erhvervsminister Johan Dahl, anmodede Folketinget om at forbyde grupper af aktivister, der inden de kom til Færøerne havde bebudet, at de kom for at bryde færøsk lovgivning. Den danske regering ønskede ikke at efterkomme de færøske ønsker.
Færøernes politi er danske anliggender og hører under Justitsministeriet. Færøernes politi har både i 2014 og igen i 2015 bedt Søværnet om assistance i aktioner på havet ved Færøerne, eftersom jagt og slagtning af grindehvaler til mad er lovligt på Færøerne, og politiets opgave er at gældende love opretholdes. Det er normalt, at Søværnet har et skib i nærheden af Færøerne for bl.a. at assistere politiet med opgaver, som kræver brug af skibe. Sea Shepherd har kritiseret Danmark for at assistere færinger i at slagte grindehvaler. Ifølge organisationen er det forbudt indenfor EU at dræbe hvaler. Færøerne er ikke en del af EU og EU love gælder ikke for Færøerne, men Sea Shepherd mener, at eftersom det danske riges politi og Søværn assister færinger i grindefangst, ved at holde organisationens folk og skibe væk, så er Danmark skyldig i at bryde EU lovgivning.
Sea Shepherd har, efter at to slagtninger af grindehvaler i henholdsvis Bøur og Tórshavn fandt sted samme dag den 23. juli 2015, lagt video fra slagtningen i Bøur ud på internettet og opfordret deres tilhængere og alle, som er imod grindefangst, til at sende protestmails til alle 179 folketingsmedlemmer, for at få dem til at standse færinger i at jagte og slagte grindehvaler, som ifølge færøsk lovgivning er tilladt og som færinger har praktiseret i flere hundrede år. Folketingsmedlemmer modtog vrede emails og nogle modtog endda dødstrusler. I slutningen af juli 2015 havde folketingsmedlemmer modtaget en halv million mere emails, end de normalt gjorde, indenfor nogle få dage.
Sea Shepherds aktioner i 2014 og 2015 på Færøerne har tilskyndet Færøernes Landsstyre vil at overtage udlændingesager, der efter planen skal overtages i 2016.

## Hændelsesforløb

### Juni og juli 2015

#### Sea Shepherds ankomst til Færøerne
Sea Shepherds kampagne på Færøerne i 2015 skulle efter planen starte dagen før Dronning Margrethe og Prins Henriks officielle besøg på Færøerne, som skulle starte den 15. juni 2015 og slutte fire dage senere. Dronningens besøg blev imidlertid aflyst pga. Folketingsvalget, som blev samtidig med det planlagde besøg.
Følgende Sea Shepherd-skibe skulle ifølge Sea Shepherd deltage i 2015-operationen:
- MV Bob Barker, kaptajn: Adam Meyerson, besætning: 20-40 personer,medfører mindst 2 RHIB
- MV Sam Simon, kaptajn: Lockhart MacLean, besætning: 43 personer, medfører mindst 2 RHIB
- MV Brigitte Bardot, kaptajn: Wyanda Lublink, besætning: 6-12 personer, medfører 1 vandscooter

Den 14. juni satte Sea Shepherds trimaran Brigitte Bardot kurs mod Færøerne fra Bremen i Tyskland, og tre dage senere ankom den til Sund nord for Tórshavn. Tórshavns borgmester meddelte i maj 2015, at Sea Shepherd ikke fik lov til at komme ind i havnen i hovedstaden. Ifølge organisationen skulle de to skibe Bob Barker og Sam Simon sejle omkring øerne under aktionen, som var planlagt til at vare fra den 15. juni 2015 til oktober 2015.

#### Pressemøde
Den 25. juni 2015 inviterede Sea Shepherd til pressemøde i Tórshavn i forbindelse med aktionen Sleppið Grindini 2015, som var startet. Ingen fra færøsk presse mødte op, bortset fra en enkelt person fra Kringvarp Føroya, som ingen spørgsmål havde til Sea Shepherd.

#### Grind i Hvannasund
Den første grindefangst på Færøerne efter Sea Shepherds ankomst, fandt sted i Hvannasund, som er en lille bygd på øen Viðoy, nord for Klaksvík, den 29. juni 2015. Nogle få af Sea Shepherds folk var på stedet, men de adlød politiet og blandede sig ikke i grindefangsten. 22 grindehvaler blev slagtet, og i følge politiet gik det hurtigt og uden komplikationer. Sea Shepherds trimaran Brigitte Bardot var 25 sømil syd for Hvannasund og nåede ikke at sejle til stedet, før slagtningen var overstået.

#### To grinder samme dag
Den 23. juli 2015 skete der to grindefangster på Færøerne, hvor sammenlagt 253 grindehvaler blev slagtet og efterfølgende delt ud til de personer, der deltog i jagten fra både og inde på stranden. Det første grindedrab skete i Bøur på øen Vágar, hvor 110 grindehvaler blev slagtet, det andet skete i hovedstaden, Tórshavn, på stranden Sandagerð, kort før midnat. Fire personer fra Sea Shepherd blev arresteret i Bøur, to inde på stranden og to fra en af Sea Shepherd's både fra Brigitte Bardot. Ved grindefangsten i Tórshavn senere samme dag blev en mand fra Sea Shepherd arresteret. Politiet fik besked om grinden i Tórshavn klokken 21.52. Grindeflokken blev drevet med fiskebåde til Tórshavn, men de ventede ca. 15 minutter udfor havnen på at der skulle være tilstrækkeligt med grindemænd på stranden, for det er ikke længere tilladt at slagte grindehvaler fra bådene, det må kun gøres inde fra land, efter at grindehvalerne er strandet. Ca. 130 grindehvaler blev slagtet i Sandagerð i Tórshavn, og ifølge Færøernes Politi, var slagtningen overstået kl. 23.40. En 23-årig mand fra Sea Shepherd blev arresteret på stranden, da han forsøgte at blande sig og nægtede at adlyde ordrer fra politiet.

#### #250standup - reaktioner
Det var ikke alle Sea Shepherd personer, som forsøgte at redde grindehvalerne ved aktivt at forsøge at forhindre slagtningen. To af dem, som var på land, gik ned på stranden, som politiet havde spærret af, og blev arresteret, da de nægtede at adlyde politiets ordrer om at holde sig væk. Andre Sea Shepherd aktivister stod i nærheden af grindeaflivningen i Bøur og optog det hele på video og tog billeder, både selve jagten, politiets arrestation af Sea Shepherd's leder på land Rosie Kunneke fra Sydafrika, og selve slagtningen af grindehvalerne. Billeder og video blev samme dag lagt på internettet og delt på de sociale medier. Havet, som var farvet rødt af hvalernes blod, skabte stor medieomtale i flere lande, både nordiske og andre lande; flere af medierne gengav hovedsagelig Sea Shepherds synspunkt på grindefangst.
Der har dog også været reaktioner fra ikke-færinger, som viser forståelse for, at færinger slagter grindehvaler for at skaffe mad, og mener at det ikke er så meget anderledes end al mulig anden slags slagtning af dyr til mad. F.eks. skrev den skotske videnskabsmand, David Lusseau, som forsker i hvaler og delfiner, en artikel i Arctic Journal, hvor han påpegede, at færinger har slagtet grindehvaler i næsten 1000 år, at de udfører aflivningen så hurtigt som muligt, at grindehvaler ikke er truede, da der findes omkring 750.000, og at flere hundrede hvaler hvert år dør en langsom druknedød i fiskenet. Han sammenligner selve jagten på grindehvaler med den britiske jagt på ræve med hunde, som for nylig er blevet forbudt, og mener at selve drivningen af grindehvalerne ind til hvalslagtestranden kan skabe bekymring om dyrevelfærd, men han har svært ved at se, at det skal være et større problem end industrielt producerede dyr på land, også i lande, hvor de fleste dyreaktivister kommer fra, og mener at det er hyklerisk at spise industrielt produceret kylling, som aldrig har set dagslys, for derefter at protestere mod grindefangst på Færøerne.
Sea Shepherds aktion i 2014 fik for mange den modsatte effekt på Færøerne, hvor færinger som før havde syntes, at det nu var på tide at standse grindefangst, skiftede mening og mente nu, at det var færingers ret at aflive grindehvaler til gratis mad til lokalsamfundet i stedet for hovedsagelig at købe importeret industrielt produceret kød fra udlandet. Aktionen i 2015, hvor Sea Shepherds grundlægger og talsmand, den af Interpol efterlyste Paul Watson, gentagne gange opfordrede folk til at sende emails til danske folketingsmedlemmer, fik også modsat effekt. F.eks. udtalte folketingsmedlem Anders Samuelsen på Facebook: "Efter dagens massive angreb på min mailbox er jeg nu varm tilhænger af gamle færøske fisketraditioner." En af Paul Watson's opfordringer startede med disse ord: "Here are the e-mail addresses for all 179 members of the Danish Parliament. I have sent off numerous messages to all of them with only two replies, both from Members of the Danish People's Party supporting the slaughter of whales".
Den danske politibetjent Michael Christian Gram, som har arbejdet på Færøerne i flere år, og som har overværet ca. 20 grindeaflivninger enten som en del af sit arbejde eller som privatperson i fritiden, udtaler til mx.dk, at slagtningen foregår hurtigt, og at det ikke er hvem som helst der får lov til at aflive hvalerne, der har været kurser i aflivning af grindehvaler, og de som deltog fik et bevis, som er et plastickort med billede, og dette skal fremvises, før vedkommende kan få lov til at få udleveret et særligt knivblad (kaldes mønustingari på færøsk), som bruges til aflivningen.
Sea Shepherds leder på land under aktionen Sleppið Grindini 2015, Rosie Kunneke fra Sydafrika, sammenligner slagtning af grindehvaler på Færøerne med apartheid i Sydafrika.
Skuespilleren Leonardo DiCaprio reagerede på Sea Shepherds kampagne og viste sin støtte til deres nye motto mod færøsk grindefangst, #250standup, ved at dele et billede fra grinden i Bøur. Standup250 referer til de godt 250 grindehvaler, som blev aflivede den 23. juli 2015 i Bøur og Tórshavn.
Den 7. august 2015 publicerede Berlingske en artikel af Lars Henrik Aagaard med titlen "Vi konfronteres aldrig med massedøden på danske slagterier". I artiklen beskrev han sine personlige oplevelser på et slagteri i Australien i 1982. Han spiste ikke kød i flere uger efter at han var holdt op på slagteriet, men mente dog at det havde været en sund oplevelse at få kendskab til, hvad der sker med slagtedyr, før de ender i køledisken som indbydende bøffer, koteletter mm. Han nævner antal af slagtede dyr i Danmark i 2014, bl.a. 18 millioner mink, en halv million kreaturer, over 100 millioner kyllinger og 19 millioner svin. Men danskere konfronteres ikke med den blodige slagtning af disse dyr, ligesom mennesker fra andre lande heller ikke konfronteres med, hvordan dyrene slagtes. Han ender artiklen med at nævne de mange blodige film og billeder, der spredes på de sociale medier af grindefangst på Færøerne, og skriver at danskere så at sige aldrig konfronteres med massedøden på danske eller udenlandske slagterier, for det ville, citat: "forstyrre vores billede af de indbydende koteletter og pølser under plastikfolien i supermarkedets kølediske."

#### Folketingsmedlemmer spammet med protestmails
Tre dage efter de to grindeaflivninger på Færøerne, blev samtlige folketingsmedlemmer spammet med hundredvis af emails fra Sea Shepherd-tilhængere. Disse havde efter opfordring fra Paul Watson, som etablerede Sea Shepherd, send protestmails til de danske folketingsmedlemmer. Flere MF'ere udtalte på deres Facebook eller Twitter profil om søndagen, at de fik flere mails hvert eneste minut. Enkelte folketingsmedlemmer, som for eksempel Dansk Folkepartis Martin Henriksen, som er næstformand for Folketingets Færøudvalg, modtog dødstrusler i forbindelse med de mange protestmails. Ifølge Socialdemokraternes Astrid Krag modtog hun den 26. juli flere protestmails i minuttet angående grindefangst på Færøerne, de fleste var på engelsk eller fransk. Astrid Krag skrev bl.a. på sin Facebook side, at så vidt hun var bekendt med, så døde langt flere små-hvaler i fiskenet i Danmark om året, end der blev aflivet grindehvaler på Færøerne.
"Det ser voldsomt ud, når en hel bugt er farvet rød af blod fra dræbte grindehvaler, men aflivningen er helt human, og dyreaktivisternes protester er hykleriske", udtalte de Konservatives dyrevelfærdsordfører og ordfører for Færøerne, Rasmus Jarlov (K) til Berlingske Nyhedsbureau, efter at han havde modtaget protestmails fra Sea Shepherd og deres tilhængere.
Videnskabelig direktør Bengt Holst fra København Zoo mener, at der er tale om et forkvaklet syn på naturen, når aflivningen af dyr fører til dødstrusler mod mennesker. Han udtalte bl.a. til Berlingske Nyhedsbureau: "Der er en farlig disneyficering, hvor man giver dyr menneskelige tankeevner. Som om at de kan sidde og filosofere over nu, fortid og fremtid ligesom mennesker. Der lægger man noget i dyret, der ikke eksisterer". Han fortsatte med at sige: "...at man helst vil bevare dyrene med de store øjne, den bløde pels og de kønne træk. Men hvad med de slimede, kolde, grimme og væmmelige dyr? De får slet ikke den samme opmærksomhed". Zoo-direktøren blev selv udsat for mange hademails, deriblandt ca. 40 trusler mod livet fra dyrevenner, efter at han havde aflivet giraffen Marius i 2014.
Lukas Erichsen, som er direktør og koordinator for Sea Shepherd i Skandinavien, har udtalt til Politiken, at der ikke er tale om spam. Han skrev bl.a. til avisen: "Der er ingen robotter, spamangreb eller andre tekniske løsninger i brug, bare en masse mennesker, der er godt sure over, hvordan Danmark forholder sig til grindefangsten på Færøerne. Det er simpelthen noget så demokratisk som en masse af folk, der tilkendegiver deres mening til de folkevalgte politikere."
Politikeren Mette Gjerskov fra Socialdemokraterne, som modtog omkring 3 protestmails mod grindefangst om timen i sin indbakke, skrev blandt andet på Facebook: »Disse kampagner kommer kun, når det gælder dyr. Jeg har aldrig oplevet det, når menneskers liv er i fare. I flygtningedebatten, under krig eller ved sultkatastrofer. Kun når det handler om dyr«.

#### Færøernes internet hacket af hvalaktivister
Aktivister, muligvis hvalaktivister, har i slutningen af juli 2015 hacket flere færøske hjemmesider, deriblandt nogle af Færøernes største nyhedsportaler portal.fo, in.fo og vp.fo. Selve hovedkablet til Færøernes internet, FARICE-kablet, var også truet af hackerne. Ingen har direkte påtaget sig ansvaret for hackingen, men folkene bag nyhedsportalerne samt direktøren for Vodafone Færøerne, som også var under DDoS-angreb, mener at angrebene har forbindelse med Sea Shepherds kampagne mod grindefangst. Angrebene har medført at internethastigheden for Vodafone's kunder var nedsat. I en video på YouTube opfordrer en anonym person andre til at hacke færøske hjemmesider som straf for slagtningen af grindehvaler. Vedkommende siger bl.a. at delfiner ikke har stemmer, og at de vil være delfinernes stemme i stedet. De påstod også, at Danmark har brudt EU love og er medskyldig i slagtningen af hvalerne.

#### Sea Shepherd hos Krasnik i Deadline
Den 30. juli 2015 var Sea Shepherd Danmarks næstformand, Valentina Crast, gæst hos Martin Krasnik i DR2's udsendelse Deadline. Først blev der vist et videoklip fra grindeslagtningen i Bøur den 23. juli 2015, som organisationen Sea Shepherd optog og lagde på internettet. Derefter talte Krasnik med den færøske journalist Heini í Skorini, som bl.a. sagde, at Sea Shepherds aktivisme på Færøerne skabte en meget stærk modreaktion hos befolkningen. Han sagde også, at grindeaflivningerne, som var sket i juli 2015, havde været udramatiske, fordi det lykkedes at afværge den helt store fysiske konfrontation, fordi politiet havde afspærret områderne, hvor jagten og aflivningen foregik, og at politiet havde i nogle tilfælde tilbageholdt og arresteret aktivister. Det kunne politiet gøre på grund af en skærpet Grindelov.
Derefter diskuterede Krasnik og Valentina Crast aflivningen af grindehvaler på Færøerne. Først diskuterede de om, hvorvidt det er ulovligt eller ej at aflive grindehvaler på Færøerne. Valentina Crast sagde, at hun var styret af moral og etik og medfølelse for sine medmennesker og medskabninger. Krasnik spurgte ind til, hvad Sea Shepherd mener med, når de påstår, at grindefangst er ulovligt. Hun sagde, at Sea Shepherd arbejder under en FN traktat som hedder World Charter for Nature (fra 1982), som ifølge Crast giver enkeltindivider og organisationer mandat til at håndhæve at internationale konventioner bliver vedligeholdt. Det kunne være Bern-konventionen, som ifølge Crast ikke er blevet afprøvet endnu ved en retssag. Hun sagde, at Danmark havde underskrevet konventionen. Krasnik giver hende ret i, at hvis Danmark udførte grindefangst i Danmark, så ville det være brud på konventionen, men at konventionen ikke var gældende for Grønland og Færøerne.
Crast mente, at det ikke var ført til protokol, at Færøerne var undtaget konventionen, og at Færøerne hører under det danske rigsfællesskab. Krasnik påpegede, at hvis man gik ind på Europarådet, fordi der var tale om Europarådets konvention, så står det meget klart, at konventionen gælder ikke for Grønland og Færøerne. Crast mente, at Danmark var involveret i form af politi og retssystem, så kunne man argumentere, at det ikke kunne holde i evigheder. Krasnik påpeger, at konventionen ikke gælder for Grønland og Færøerne, derfor kan der ikke være tale om brud på konventionen, men det sagde Valentina, at Sea Shepherd mente at det kunne det godt være, og at hvis et af de andre lande som har skrevet under finder på at anmelde Danmark for brud på Bern konventionen, så kunne den blive prøvet, og indtil da så er det en teori. Krasnik påpeger, at når konventionen ikke er gældende på Færøerne, så havde Sea Shepherd ikke ret til at gøre det som de gjorde. Crast medgik, at hun godt vidste, at det de gjorde var potentielt ulovligt, hvis de vælger en indgriben, og at det som minimum var civil ulydighed. Hun medgik, at de bryder loven.
Krasnik nævnte udsendelserne i TV programmet Animal Planet, hvor Sea Shepherd har medvirket og talt om krig mod grindefangst, som Krasnik påpegede er fuldt lovligt både ifølge færøsk lovgivning og internationale konventioner. Crast svarede, at Sea Shepherd gør det for at beskytte havmiljøet, og det gør de uanset om mennesker mener, at de har ret til at gøre skade på det. Hun sagde, at grindefangsterne havde også et moralsk perspektiv. Derefter spurgte Krasnik om, hvad det var som var så barbarisk med grindefangsterne eller aflivningen, som det er. Crast mente ikke, at der var et behov for grindehvaler som fødekilde, og så mente hun, at der måtte ligge noget andet til grund for, at man holdt denne tradition ved lige. Hun mente, at det fremstod som underholdning, og derfor anså Sea Shepherd det som barbarisk. Krasnik påpegede, at færinger jo spiser kødet, hun sagde, en del af det, Krasnik sagde, at de spiser næsten alt kødet. Crast sagde, at det var en drabelig indsats på at fjerne flere generationer af grindehvaler. Krasnik påpegede, at Crast hele tiden ændrede argumentation, først var det ulovligt, så var det ikke ulovligt, og så sagde hun, at de ikke spiser det, og så spiser de det alligevel. Crast påpegede, at hvis man kunne få afprøvet det juridisk i form af, at Danmark blev anmeldt for brud på konventionen i og med, at Danmark er mere end bare accepterende, det var faktisk også deltagende, så er der også andre perspektiver, som går på det helbredsmæssige og miljømæssige og det etiske.
Crast mener ikke, at det er nødvendigt for færinger at slagte grindehvaler, fordi de kan købe importeret mad som papaya, ris og bønner fra supermarkeder. Da Krasnik spurgte ind til, hvorfor slagtning af grindehvaler var mere barbarisk end slagtning af andre dyr som grise, får og køer, så medgik Craft, at nok ikke var mere barbarisk end anden slagtning af dyr, men at slagtning af dyr generelt heller ikke var velanset i hendes og Sea Shepherds univers. Hun sagde videre (citat): Hvis vi var på Grønland, hvor der virkelig var et spørgsmål om at ernære sig selv og sin familie, så ville du se, der befinder vi os jo heller ikke, det er en anden situation, men her på Færøerne, hvor der ligger supermarkeder på hvert hjørne, hvor jeg selv har opholdt mig som veganer i to måneder, så vil jeg sige, at så er det fuldstændig unødvendigt og barbarisk at dræbe hvaler."
Krasnik: "Det mener du, at det er, det mener færinger ikke. ... Jeg forstå egentlig ikke argumentationen. Det du siger, det er, at du helst vil have, at ingen af os spiser kød. Så handler det jo overhovedet ikke om grindedrab."
Valentina Crast: "Nej, det jeg siger i kraft af, at jeg har en rolle som næstformand for Sea Shepherd Danmark, det er, at grindedrab på Færøerne ikke burde finde sted.
Da Krasnik spørger, om Crast siger, at drab på grind ikke er mere eller mindre blodigt, barbarisk eller voldsomt end når vi slagter grise, får eller alle mulige andre dyr, som vi mennesker har valgt at slagte for at spise, så svarer Crast, at det har et andet element i sig, og at vi selvfølgelig skal have respekt for alle dyr, men at hvalerne udfylder en anden rolle i deres økosystem end vores produktionsdyr gør, så på den måde adskiller de sig fra det behov som mennesker har for at have dem ude i havene, og når der slagtes 250 hvaler på Færøerne, så fjerner vi mennesker ikke bare de 250 hvaler, vi fjerner de næste generationer af de hvaler, som svømmede i den flok.
Krasnik viste derefter et videoklip med et interview med Bengt Holst, videnskabelig direktør for Københavns Zoo, som sagde, at mennesker reagerer stærkt på billeder af blod, og at grindefangst er samme slags aflivning som slagtning af andre dyr til mad, men at mennesker er kommet så langt væk fra virkelighedens verden. Crast sagde derefter, at Martin Krasnik blev nødt til at se perspektivet i, at der sidder en mand, som taler om virkelighed, og han holder vilde dyr i indhegninger i København. Hun sagde, at det som det i virkeligheden handler om, er at Sea Shepherd ikke har et antropocentrisk syn på hvordan man bør behandle miljøet, og hvad for en rolle vi mennesker har her på planeten. Det handler i følge Valentina Crast og Sea Shepherd Danmark om, at vi mennesker med respekt skal gebærde os blandt natur og medskabninger, og heri indgår at lade være med at dræbe dem, når det er unødvendigt. Krasnik spurgte så Crast, om det så ikke også var unødvendigt for færinger at slagte får og at spise fugle og fisk i massevis. Til det svarede Crast, at Sea Shepherd er en havmiljøorganisation. Krasnik sagde, at hun jo talte om det naturlige økosystem, og at det var forkert at bringe uorden i det.
Krasnik spurgte, om man ikke kunne argumentere for, at det er meget bedre, at man lever af den natur, som er omkring en. Crast spurgte: "Bedre for hvem", Krasnik svarede: "For naturen". Til det svarede Crast: "Nej, bestemt ikke". Krasnik tilføjede, at hvalerne ikke var truet. Crast sagde, at der ikke fandtes nogle tal for, hvor mange grindehvaler fandtes i Nordatlanten. Hun forsatte med at sige, at det var irrelevant om hvorvidt de er truet eller ej. Så spurgte Krasnik, om hun kunne forklare det lidt grundigere, for hun sagde, at de ikke nødvendigvis er truede, at det ikke nødvendigvis er ulovligt og at det ikke nødvendigvis er mere barbarisk end alle andre former af slagtninger af kød, som vi spiser, og så forstod han ikke, hvorfor Sea Shepherd brugte så mange kræfter på at standse grindefangst. Crast svarede, at folk i Sea Shepherd er drevet af moral og af den kærlighed, som de havde til det havmiljø, som de forsøgte at beskytte, og deres syn på, hvordan man skal gebærde sig med naturen, herunder havmiljøet og hvaler og andre arter, som befinder sig i havet, og at det var så langt fra det her som noget kunne komme. Det arbejder Sea Shepherd for at sætte på en dagsorden, hvorvidt det er politisk eller om det er i befolkninger, som oversvømmer politikere med mange tusind mails.
Krasnik spurgte, om Crast mente det var rimeligt, når hun hverken kunne sige, at det er juridisk rigtig problematisk eller ulovligt, og at det heller ikke er værre eller bedre end så mange andre former for slagtninger af kød, at Sea Shepherd så tiltrækker verdens opmærksomhed mod Færøerne, og kalder det brutalt, koldt slagteri, mord - som er Crasts egne ord - og hun delte også Paul Watsons udlægninger, derefter citerede Krasnik Sea Shepherds grundlægger Paul Watson i dansk oversættelse: "De har dræbt disse hvaler, fordi de godt kan lide at dræbe hvaler, de længes efter spændingen at støde kniven ind i deres uskyldige og forsvarsløse kød, den perverse begejstring at tage et liv uden anden grund end at se dem dø og høre deres skrig." Krasnik påpegede, at Valentina Crast delte de ting, som Paul Watson skrev, og spurte, om hun syntes, at det var en rimelig beskrivelse af det, der foregår på Færøerne. Crast svarede bl.a., at ord er bare ord, det er billederne der skaber vreden i befolkningen, ifølge Crast er det ikke Sea Shepherd som har skabt videoerne af grindefangst. Krasnik spurgte: "Kan man ikke argumentere for, at det er jo sådan det er, at du mener, at det er forkert at slå hvilket som helst dyr ihjel og spise det, det er jo en ideologi det er jo en livsform, som du åbenbart ønsker at udbrede til alle andre, så er det jo det, det handler om og er ikke en rationel tilgang til det, der foregår på Færøerne." Crast svarede:
"Det er tvedelt, det som er styrende for mig, jeg er i øvrigt også mor til to børn, det er i 2048, hvis vi bliver ved med at have det synspunkt på vores miljø og vores hav og vores fisk og vores hvaler, så har vi den jo også alle vegne, og det vil have en betydning for dig og mig og vores børn og vores børnebørn, og det vil jeg gerne have ændret, og vi kan jo starte med det her." Hvorefter hun pegede på skærmen på væggen, hvor man så slagtede grindehvaler med halsen skåret over, liggende i blodrødt hav på en færøsk strand.

### August 2015

#### Straffesagen om hændelser 23. juli
I august 2015 var retssagen i Færøernes Ret mod fem Sea Shepherd personer og organisationen Sea Shepherd, fordi de havde forstyrret og forsøgt at forhindre to grindedrab den 23. juli 2015 i henholdsvis Bøur og Tórshavn. To blev anholdt, mens de sejlede indenfor den tilladte afstand til grindefangstområdet i en gummibåd fra Sea Shepherds trimaran, som er opkaldt efter skuespilleren Brigitte Bardot. To andre personer blev anholdt inde på stranden i Bøur. Den femte person blev arresteret på stranden Sandagerð i Tórshavn kort før midnat.
Under retssagen den 4. august 2015 fremlagde anklagemyndigheden anklager mod de fem Sea Shepherd personer, som blev anholdt den 23. juli 2015 i Bøur og Tórhshavn, men også mod organisationen, Sea Shepherd Global, som er hjemmehørende i Holland. Anklageren, Linda Hesselberg, forsøgte at føre beviser for, at det var Sea Shepherd Global, som startede aktionen mod grindefangst på Færøerne, og at Rosie Kunneke arbejdede for dem som leder på land. Hesselberg nævnte også, at Kunneke havde haft et ophold i Holland i nogle dage på vej fra Sydafrika til Færøerne, og der mødtes hun med personer fra Sea Shepherd Global. Anklageren påpegede også, at det var Kunneke, der udtalte sig til færøske myndigheder og medier på vegne af Sea Shepherd. Anklageren sagde også, at Rosie Kunneke havde siddet ved siden af direktøren for Sea Shepherd Global, Alex Cornelissen, ved pressemødet i Tórshavn tidligere i 2015.
Under retssagen samme dag bad Sea Shepherds leder på land, Rosie Kunneke, om at få ordet. Hun erklærede, at hun ikke anerkendte grindeloven som gældende lovgivning. Hun sagde, at Danmark har bundet sig til Bern konventionen, og derfor mente hun, at institutioner i det danske rige skulle virke under konventionen. Hun sagde, at de blev arresteret af dansk politi og er stillet for en dansk domstol. Derfor anerkendte hun ikke grindeloven og nægtede at svare på spørgsmål. De fire andre anklagede nægtede flere gange at svare på spørgsmålene fra anklageren, som i stedet valgte at vise et videoklip fra Sea Shepherd, hvor Rosie Kunneke fortalte om det som skete i Bøur, da hun blev arresteret. En af de fem anklagede, Xavier Figarella fra Corsica, Frankrig, som blev arresteret mens han sejlede i en gummibåd tæt på grinden i Bøur, sagde til sit forsvar, at han hverken forstod eller talte engelsk, og derfor havde han ikke forstået beskeden fra politiet, som bad ham om at holde sig væk fra grinden. Anklagemyndigheden viste derefter et videoklip, hvor man hørte at politiet råbte til Figarella, at de skulle holde sig mindst en sømil væk fra grindeflokken. Man hørte også en politibetjent spørge på engelsk "Do you speak English", hvorpå Figarella svarede "No". Derefter viste anklagemyndigheden et videoklip fra YouTube, som Sea Shepherd Global har produceret, hvor Figarella på engelsk fortæller om hvad der skete, den dag han blev arresteret.
Den 7. august 2015 blev dom afsagt i sagen. Anklagemyndigheden krævede, at de fem anklagede Kevin Scheltz, Xavier Figarella, Marianna Baldo, Christophe Bondue og Rosemarie Kunneke, samt Sea Shepherd organisationen fik bøder på i alt 225.000 kroner. Da dommen blev afsagt fandt dommeren alle fem skyldige i brud på Grindeloven; de fem fik bøder fra 5.000 til 35.000 kroner, i alt er bøderne til de fem på 170.000 kroner. Derudover blev organisationen Sea Shepherd Global fundet skyldig i brud på Grindeloven og blev dømt til at betale 75.000 kroner i bøde. Da de fem anklagede nægtede at svare på spørgsmål, brugte anklageren flere gange Paul Watsons statusopdateringer på Facebook som bevis, f.eks. da Rosie Kunneke flere gange nægtede at hun repræsenterede Sea Shepherd på Færøerne, så blev en statusopdatering fra Watson brugt fra dagen, da de to grindefangster fandt sted i Bøur og Tórshavn. Da havde Watson skrevet, at han havde snakket med Kunneke, som havde sagt, at hun ikke bare kunne stå og se på, at grindehvalerne blev slagtet, men blev nødt til at gøre noget for at forhindre det.
Sea Shepherd ankede dommen til Østre Landsret. Anklagemyndigheden kontraankede dommen til skærpelse. "Det er jo fordi der er nogen små dele af denne dom hvor retten ikke har set på det på samme måde som os. Det her er jo den første sag efter Grindeloven, den er principiel. Og derfor er det vigtigt at Østre Landsret får anledning til at se på alle aspekter i sagen, også dem hvor Færøeres Ret har set anderledes på det end anklagemyndigheden" sagde anklager Linda Hesselberg til Kringvarp.
Straffesagen mod de fem Sea Shepherd folk og Stichting Sea Shepherd Global, der blev anklaget for brud på grindeloven ved grinden i Bøur og i Sandagerð i Tórshavn den 23. juli 2015 foregik i Østre Landsret i Tórshavn den 9. og 10. marts 2016. Det var muligt at anklage Stichting Sea Shepherd Global, fordi en af lederne var til stede ved grindefangsten i Bøur. Hun havde visum til Færøerne, og det var direktøren for Stichting Sea Shepherd Global, Alex Corneliussen, der havde søgt om visum til hende.

#### To strandede døglinger slagtet i Sandvík
Nordlig døgling er omfattet af grindeloven. Det sker næsten hvert år, at en eller et par stykker strander af sig selv i bygderne Hvalba og Sandvík på Suderø. Den 9. august 2015 strandede to døglinger i Sandvík. Det har været almindelig praksis i disse bygder, at døglinger som strander af sig selv, slagtes, hvorefter kødet deles jævnt mellem alle borgere i kommunen (Hvalba og Sandvík). Dette bliver gjort efter at sysselmanden i øen har givet sin tilladelse. Spækket af døgling er uspiseligt, men brugtes før i tiden til medicin og olie til olielamper. Kødet af døglinger vejes i kilo og ikke som grindehvaler i skinn. De to døglingers kød vejede ca. 6 tons, hver borger i Hvalbiar kommune fik derved 7,2 kg hver af kødet fra de to døglinger, de får det gratis og sparer derved mange penge på kød, som de ellers ville være nødt til at købe fra supermarkedet. Den 28. august 2014 strandede fem døglinger i Hvalba. Kødet blev også ved den lejlighed delt ud jævnt mellem alle i kommunen, de fik 10,6 kilo kød hver, dvs. at en familie på fem fik over 50 kilo kød. Kødet af døglinger smager bedst, når det steges som steaks eller som tørt kød, efter at det har hængt til tørre i nogle uger, ifølge de lokale fra Hvalba og Sandvík, sagde sysselmanden til Kringvarp Føroya.
Ifølge sysselmanden på Suderø, Jaspur Vang, var der ingen fra Sea Shepherd til stede, og de opholder sig ikke på øen under årets kampagne, sagde sysselmanden til in.fo. Paul Watson, Sea Shepherds leder, skrev på sin Facebook-side, efter at han havde hørt om de to døglinger, at færinger var massemordere og endnu værre end japanere, at de ikke slagtede hvalerne for mad, men kun fordi de elsker at dræbe. Sammen med sin udtalelse delte han billeder, som han havde taget fra in.fo. Lige som året før, anklagede han igen Danmark for at tillade færinger at slagte hvaler. Han opfordrede folk til at sende email til Lars Løkke Rasmussen, men denne gang oplyste han en af Sea Shepherds email adresser.

#### Grindeprotester og turisme
Der har været en del debat på Færøerne, om hvorvidt modstanden fra folk og organisationer fra andre lande mod grindefangst er skadeligt eller måske gavnligt for den færøske turistindustri. Umiddelbart har flere udtalt sig med bekymring for, at turister måske vil finde på at aflyse planlagte rejser til Færøerne. Der har bl.a. været advarsler fra Guri Højgaard, direktør for Visitfaroeislands og fra Teresa Kreuzmann fra Visittorshavn og Annfinnur Hjelm, marketingchef for Thorshavns Havn. Men samtidig er der også flere der peger på, at antallet af turister aldrig har været så højt før som i 2014 og 2015. I 2015 kan en del af væksten forklares med, at Færøerne havde fuld solformørkelse den 20. marts 2015, og i den forbindelse besøgte ca. 11.000 turister Færøerne. Der findes teorier om, at dårlig omtale er bedre end ingen omtale, men der findes også teorier om det modsatte.
Efter, at Sea Shepherd havde skabt megen negativ omtale af Færøerne og grindefangst i slutningen af juli 2015, påvirkede det krydstogtindustrien, da det tyske rederi Aida Cruises aflyste tre ture til Klaksvík med ca. 6.000 turister og besætning. Paul Watson citerer in.fo i en udtalelse på sin Facebook-side, hvor han skrev, at det at frivillige bliver fængslet i forsøget på at redde hvaler, havde bevirket, at krydstogtrederier aflyste rejser til Færøerne. Han oplyste derefter hvilke rederier, der havde planlagt rejser til Færøerne. Ifølge Watson havde Hapag-Loyd også aflyst rejser til Færøerne.
Sea Shepherd tog æren for, at de tyske rederier havde aflyst rejser til Færøerne, men da den færøske nyhedsportal portal.fo skrev om, at Sea Shepherd glædede sig over afbestillingerne, som ville bevirke mindre indtægter til den færøske turistindustri, så kommenterede en tysker, Jürgen Ortmüller, som hører til hval- og delfinbeskyttelsesorganisationen "Wal- und Delfinschutz-Forum (WDSF)", og sagde, at det var ikke Sea Shepherd, der havde fået de to tyske rederier til at aflyse ture til Færøerne, det var derimod Wal- und Delfinschutz-Forum, der havde gjort rederierne opmærksomme på, at Grindeloven havde fået en uheldig ændring, der ifølge dem medførte, at alle - også udenlandske turister - havde pligt til at give besked til de færøske myndigheder, hvis de fik øje på en flok grindehvaler. Denne paragraf 3 i Grindeloven har skabt stor debat både på Færøerne og i medier over hele verden, først Newsweek og derefter alle mulige andre.
Mange færinger bl.a. på de sociale medier som f.eks. Facebook, har udtrykt ønske om at teksten i Grindelovens §3, hvor der står at alle har pligt til at anmelde hvis de ser grindehvaler, bliver slettet, da det er brud på menneskerettigheder og personlig frihed. Kritikere mener, at Grindeloven blev hastet igennem af Lagtinget, som ville have ændringerne til at træde i kraft, før Sea Shepherd ankom til Færøerne i midten af juni 2015, så politiet fik hjemmel til at straffe dem hårdere, når de forsøgte at forhindre de på Færøerne lovlige grindedrivninger og -slagtning. Lagtinget blev kaldt sammen to gange ekstraordinært, efter at lagtingsmedlemmerne havde fået sommerferie, pga. uklare formuleringer i Grindeloven. Advokat Jógvan Páll Lassen, som er forsvarer for Sea Shepherd på Færøerne, udtalte til in.fo, at han mente, at ændringerne i Grindeloven var meget drastiske og så ud til at bære præg af det nært forestående lagtingsvalg, og at bøderne var forholdsvis meget store i forhold til andre alvorlige kriminelle handlinger. Den 2. juli 2015 sendte Færøernes Landsstyre en pressemeddelelse, hvor det forklares på engelsk, om formålet med Grindelovens §3, hvor strafferammen fastsættes til 25.000 kroner i bøde og op til 2 års fængsel, hvis man undlader at anmelde at man har fundet en grind. I pressemeddelelsen forklares det, at formålet er at kunne straffe personer, som uden tilladelse driver en flok grindehvaler til havs eller til lands uden tilladelse fra de relevante færøske myndigheder.
Færøernes minister for fiskeri og hvaljagt, Jacob Vestergaard, udtalte i Færøernes TV-avis Dagur og Vika, at han ikke mente, at Grindeloven var for skrap. Der var tale om store værdier af kød og spæk, som færøske familier fik gratis, og hvis udenlandske turister ikke kunne leve med, at færinger slagtede grindehvaler til mad, som de havde gjort i mere end tusind år, så måtte de bare holde sig væk og finde andre rejsedestinationer. Vestergaard sagde, at færøske love måtte være ens for alle, og at færinger som rejste til andre lande selvfølgelig også måtte respektere landets love.
Et krydstogtskib forurener verdenshavene og miljøet. Ifølge Blue Planet er sodudslippet fra et stort Krydstogtskib på en dag ca. det samme som sod-udslippet fra 13 millioner biler. Miljøorganisationerne Sea Shepherd samarbejder nu (2015) med krydstogtrederier som AIDA Cruises og Hapag-Lloyd Cruises om at boykotte Færøerne, for at presse færinger til at holde op med at fange og slagte grindehvaler. De to tyske rederier har fulgt miljøorganisationernes ønske, og sejler ikke længere til Færøerne. De samme rederier sejler dog stadig til andre hvalfangstnationer som Island, Norge og Grønland.

#### Ønsker at EU-lande sagsøger Danmark
Sea Shepherd har startet en underskriftindsamling, som går ud på, at få overbevist Frankrig om at sagsøge Danmark pga. færingers hvalfangst. De har også startet en underskriftindsamling mod grindefangst på Færøerne i Storbritannien. Denne går også ud på at lægge pres på Danmark. Overskriften lyder: "Pressure Denmark to Stop the Grindadrap whale slaughter in the Faroe Islands" (Pres Danmark til at standse hvalslagtning på Færøerne) Teksten lyder således: "Grindedrabet er en årlig slagtning af uskyldige hvaler på Færøerne. Ca. 900 hvaler dør i slagtningen hver sommer, når de drives til stranden og hakkes og slås ihjel af det færøske folk. Slagtningen er ulovlig, bryder Bern Konventionen og må standses." (The Grindadrap is an annual slaughter of innocent pilot whales in the Faroe Islands. Around 900 whales die in the slaughter every summer when they are driven to shore and hacked and clubbed to death by the Faroese people. The hunt is illegal and in breach of the Berne Convention and must be stopped).
Jagten på grindehvaler på Færøerne er ikke forbudt, og Bern konventionen fra 19. september 1979, som Danmark har underskrevet i september 1982 med virkning fra 1. januar 1983, gælder ikke Færøerne og Grønland. Hvalfangsten er strengt reguleret med den færøske Grindelov, som senest blev ændret den 22. juni 2015.
Grindefangst på Færøerne sker ikke på noget planlagt tidspunkt men sker spontant, når en flok grindehvaler opdages tæt på land, hvilket kan ske alle årets 12 måneder, men hovedsagelig sker i sommermånederne. Efter at en flok grindehvaler er fundet tæt på land, afgør den lokale sysselmand sammen med de lokale grindeformænd, om hvalflokken skal drives til lands og slagtes og i givet fald til hvilken af de 23 godkendte strande, eller om grinden af en eller anden årsag skal slippe, det kan f.eks. skyldes dårlige vejrforhold, eller at der skønnes at være nok af hvalkød i området og naboområderne. Sea Shepherd påstår, at grindehvalerne hakkes og slås "clubbed" til døde; det er ikke rigtigt. Der bruges ikke gasser eller andet at slå hvalerne med, hvalerne må ifølge loven ikke lide nogen form for overlast med våben fra bådene, mens de drives ind i en vig eller fjord, de må først slagtes, efter at de er strandet, hvis omstændighederne ellers tillader stranding (flod/ebbe kan vanskeliggøre det), ellers så tæt på stranding som muligt. Efter at hvalerne er strandet kan grindemændene slagte dem ved at stikke et våben som kaldes "mønustingari" (rygmarvsspyd) ned i hvalens rygmarv som overskæres, og hvalen dør med det samme. Hvis grindemændene ønsker at få en hval længere ind på stranden, før den rygmarvstikkes, så kan de bruge en blæsehulskrog, som føres ned i hvalens blæsthul, krogen er afrundet, så den ikke skader hvalen. Et langt reb er fastgjort i krogen, som flere mænd holder fast i og derefter trækkes hvalen længere ind på stranden, så den kan aflives præcist og hurtigt med rygmarvsspydet.
Udenrigsministeriet udgav den 29. marts 2005 "Redegørelse for konsekvenserne for Færøerne og Grønland af forfatningstraktaten m.v." hvor det bl.a. fremgår at:
- EU-traktaterne gælder ikke for Færøerne og Grønland.[95]
- EF’s* nuværende eksterne relationer omfatter Danmark, men ikke Færøerne og Grønland. Dette betyder, at Færøernes og Grønlands særlige interesser i forhold til tredjelande og internationale organisationer i et vist omfang varetages separat. Forfatningstraktaten ændrer ikke herpå, selvom betegnelsen EF afskaffes med forfatningstraktaten. (Redegørelsens afsnit 7).[95]

Forfatningstraktaten effektiviserer det udenrigs- og sikkerhedspolitiske samarbejde. Der overlades ikke beføjelser fra rigets myndigheder til EU i medfør af grundlovens § 20 på dette område, der forbliver grundlæggende mellemstatsligt. Vedtagelser inden for det udenrigs- og sikkerhedspolitiske samarbejde og aftaler med 3. lande og internationale organisationer herom gælder ikke for Færøerne og Grønland. (Redegørelsens afsnit 7).

#### Grind i Sandavágur, aktivister arresteret
En flok grindehvaler blev fundet af en af Atlantic Airways' helikoptere om eftermiddagen den 12. august 2015 mellem øen Koltur og øen Vágar kort før klokken 16 lokal tid. Denne gav besked til båden RIB62, som var på tur med turister rundt om øen Hestur, og denne sejlede til grinden. Først var planen, at den skulle drives ind til bygden Leynar, en bygd der ligger ved Strømøs østkyst, men Kl. 17.15 skrev jn.fo, at den pga. havstrømmen, som var vestlig, i stedet blev drevet ind til Sandavágur på øen Vágar. Sea Shepherd tilhængere skrev forbandelser over færinger og danskere under artiklen, mens jagten stod på og bagefter. Bemærkninger som f.eks. "I hope the poisoned meat of those poor innocent animals will all send you to hell !!", "you are killers. I hope u all die in pain.", "Shame on you ! monsters! murderers !", "MONSTERS MONSTERS!!!! YOU'RE DEVILS OF THE WORLD!!!", "Shame to the Danmark and Féroé Islands ! Boycot !". Klokken 18 sagde Kringvarpið's radioavis, at alle grindehvalerne var blevet slagtet. Der var i alt 61 grindehvaler målt til 395 skinn. Kødet og spækket skulle deles i det der på færøsk kaldes drápspartar, dvs. at alle som deltog i jagten på havet eller i slagtningen på stranden, fik hver sin del. Der var ifølge sysselmanden i alt 699 grindemænd på land og 170 i både, som deltog i jagten og slagtningen og skulle dele kød og spæk mellem sig og deres familier.
Den færøske radioavis havde samtale med sysselmanden fra Nordøerne, Karl Johansen, som var fungerende sysselmand for Vágar, eftersom den lokale ikke var til stede. Ifølge ham gik det hele godt, bortset fra, at en båd fra Sea Shepherd forstyrrede jagten. Vp.fo skrev også om båden fra Sea Shepherd, som forstyrrede jagten. Vp.fo (Vágar-portalen) skrev, at Politiet jagtede båden. Ifølge vp.fo og privat video på Facebook blev 5 Sea Shepherd folk arresteret på stranden i Sandavágur, mens båden, som politiet jagtede stak af ud på åbent hav. På et billede på Vågøportalen, ses et af Søværnets skibe. Portal.fo fik en privat videooptagelse, der viser, hvordan to Sea Shepherp både forstyrrede jagten. Vp.fo (Skúvadal) lagde samme aften en video fra hvalfangsten, samt af SS-båden som forstyrrede og af de arresterede Sea Shepherd folk.
Ifølge færøske hvalfangere, stressede Sea Shepherd hvalerne ved at sejle midt ind i flokken og få den til at vende om. Under normale omstændigheder, når der kun er færinger som jagter hvalerne, så ligger bådene i en halvcirkel bag ved hvalerne, som svømmer til de strander og derefter hurtigt aflives. Grindemændene sagde i kommentarer på vp.fo og på Facebook, at der kunne have opstået livsfarlige situationer, fordi hvalerne kan blive voldsomme, når en båd sejler foran dem og midt i flokken, sådan som Sea Shepherd-båden gjorde, og det kunne have resulteret i at både som deltog i jagten kæntrede. Det skete dog ikke. Det lykkedes ikke politiet at fange Sea Shepherds RIB-båd. Ifølge politiet blev 3 af de fem arresterede først tilbageholdt af civile grindemænd, indtil politiet kom og arresterede dem. Billeder af nogle af arrestationerne kan ses på biller på vp.fo. Søværnets både nåede ikke frem tidsnok, politiet måtte derfor få hjælp fra civile og bruge deres både i jagten efter Sea Shepherds båd. I interview med den færøske radioavis om formiddagen dagen efter hvaljagten, sagde vicepolitiinspektør Jón Klein Olsen, at når kriminelle handlinger blev foretaget, så var det helt i orden med civile arrestationer, og han ønskede at takke de personer, som havde assisteret politiet i at opretholde lov og orden i Sandavágur den 12. august 2015.
De fem arresterede kommer ifølge Sea Shepherd fra fem forskellige lande, der er tale om fire europæere og en amerikaner: Lawrie Thomson fra Storbritannien, Rudy de Kieviet fra Holland, Tobias Boehm fra Tyskland, Alice Bodin fra Italien og Frances Holtman fra USA.
Sea Shepherd bruger den kendsgerning, at Færøernes politi er dansk, og Søværnet er dansk, og at disse arresterer dem, når de forstyrrer en grindefangst, som argument for at Danmark bryder "EU-lovgivning", de hentyder til Bernkonventionen, som ikke er en EU-lov men en konvention i Europarådet. Derved forsøger de at få Frankrig at anmelde Danmark for delagtighed i Færøernes jagt og slagtning af grindehvaler til mad. Grindefangst er tilladt efter færøsk lovgivning og har været det i ca. 1000 år, og der er ingen internationale love, der forbyder grindefangst på Færøerne. Der er kun en årsag til, at Søværnet er nødt til at være til stede ved grindefangst, og det er Sea Shepherd. Politiet er nødt til at bede Søværnet om assistance, når der er tale om kriminelle handlinger, der sker ude på havet i det danske rige. Det at Sea Shepherd forstyrrer en lovlig jagt på grindehvaler, gør derfor, at det danske Søværn bliver nødt til at være til stede for at politiet kan opretholde lov og orden. Sea Shepherd vil misbruge det faktum, at Søværnet er til stede på grund af dem selv, for at få andre Europæiske lande at anmelde Danmark, fordi Danmark har underskrevet Bern konventionen, som forbyder EU-lande at jagte hvaler. Konventionen siger dog helt klart, at den ikke er gældende for Færøerne og Grønland.
Ligesom det skete i juli, efter grindefangsten i Bøur, så blev Færøernes internet blev angrebet af hackere, der formodentlig er Sea Shepherd tilhængere. Ved 18 til 20 tiden lokal tid var der problemer med både portal.fo og in.fo, som er de største færøske nyhedsportaler. Ifølge portal.fo var hacker-angrebene endnu værre denne gang end i juli måned. Problemerne med in.fo fortsatte hele aftenen.
Paul Watson lagde blodige billeder på Facebook under og efter grindefangsten, først gamle derefter nye, og skrev i hårde vendinger om hændelsen og brugte ord som massakre og myrde. Han skrev straks efter anholdelsen af de fem Sea Shepherd folk, at de ikke ville betale eventuelle bøder. Ifølge Watson var der tale om båden Echo, der forstyrrede hvaljagten, og Triton, der havde været på vej til Sandavágur..
Ifølge Færøernes politi, skjulte Sea Shepherds skib, Sam Simon, sig. Sam Simon havde slukket AIS, som ellers er et krav ifølge lovgivning og er er et maritimt radiosystem til automatisk identifikation af skibe, og derfor kunne politiet ikke spore Sam Simon. Jón Klein Olsen, vicepolitiinspektør på Færøerne, sagde til Færøernes Radio, Kringvarpið, at politiet arbejdede ud fra den teori, at båden, som forstyrrede grindejagten den 12. august, hørte til Sam Simon og var ombord på skibet igen. Han opfordrede folk til at fortælle det til politiet, hvis de så Sam Simon.

#### Sea Shepherd skadede grindehvaler
På videooptagelser, som blev foretaget under grindefangsten i Sandavágur, ses Sea Shepherds sorte/gule RIB båd at sejle omkring og oven på grindehvalerne. I Tv-nyhederne dagen efter, den 13. august 2015 fortalte to færøske vidner, om hvordan det var at være vidne til det, der skete. Der blev sagt, at der kunne være sket stor menneskeskade, da Sea Shepherd-båden sejlede med høj fart omkring og oven på grindeflokken. Ifølge Jóanis Nielsen var det meget voldsomt at stå og se på. Grindemanden Jóhannus Nattestad fortalte, at båden også lå oven på grinden. Kringvarpið talte også med skipperen af Brimil, som er et færøsk inspektionsskib. Brimil havde sat en speedbåd ud og jagtede også RIB-båden. Skipperen Óli Hans Olsen fortalte, at Sea Shepherds båd sejlede ind i Brimils båd, og at hvis den i stedet havde sejlet ind i en anden båd, så kunne der være sket en stor ulykke. Jóanis Nielsen fortalte, at Sea Shepherd-båden flere gange havde sejlet ovenpå grindehvalerne, og da han senere så hvalerne på kajen i nabobygden Miðvágur, hvor de var blevet flyttet til måling og senere også til opskæring, som det er almindelig praksis, så lagde han mærke til, at specielt en grindehval var flænset op af en båds skrueblade; Nielsen mente at det var Sea Shepherds båd, der havde skadet hvalen. Nattestad fortalte, at han havde været ombord på en af bådene, som drev grindeflokken in i Sandavágur, og de havde overvejet, om de skulle prøve at komme ombord på Sea Shepherds båd, for at standse deres vilde sejlads, da der ikke var noget politi på havet. Men de valgte så i stedet at sejle ind på stranden og bede nogle betjente komme ombord, for at få Sea Shepherd båden væk.
Politiet havde ingen båd på stedet, og derfor tog tre politibetjente ombord på den civile båd. Båden kunne dog ikke sejle lige så hurtigt som Sea Shepherds RIB båd, og derfor lykkedes det dem kun at jage dem væk, men ikke at arrestere dem. Fem Sea Shepherd personer forsøgte at forstyrre grindefangsten inde fra stranden ved at trænge ind på det af politiet afspærrede område, og derefter vadede de ud i vandkanten og stod imellem grindemændene inde på stranden og grindeflokken og bådene ude i fjorden. Men da tog grindemændene på stranden sagen i egne hænder og foretog civile arrestationer af tre af Sea Shepherd-aktivisterne og holdt dem fast inde på stranden, indtil politiet kom og tog over. Nielsen fortalte, at en 17-årig ung færøsk grindemand havde overmandet en velvoksen mandlig Sea Shepherd aktivist. Begge vidner, som Kringvarpið talte med, var enige om, at dette måtte ikke ske igen, og at politiet måtte være på stedet både på land og på havet.
Sea Shepherds båd Echo, som forstyrrede grindejagten i Sandavágur og sejlede med hensynsløs høj fart blandt de små både, blev beslaglagt af skotsk politi, efter henvendelse fra Færøernes politi. Ifølge politiet blev båden beslaglagt pga. "overtrædelse af straffelovens bestemmelse om hensynsløs fareforvoldelse". Båden var ombord på Sam Simon, som var sejlet til Shetland for at bunkre olie. Færøernes Politi sagde bl.a. i en pressemeddelelse:
Baggrunden for beslaglæggelsen er en episode i Sandavàg den 12. august 2015, hvor aktivister med tilknytning til Sea Shepherd forsøgte at forstyrre, besværliggøre eller forhindre grindefangsten. Det er politiets opfattelse, at den hurtiggående rhib med 4 aktivister ombord i den forbindelse gentagne gange foretog hensynsløs sejlads i forbindelse med grindedrivningen, oplyser chefpolitiinspektør Niels Erik Nymark Jensen.

#### TV-interview med chefpolitiinspektøren
TV-avisen Dagur og Vika's vært Jonsigurd Johanessen konstatede, at det var mere held end forstand, der havde gjort, at ingen var kommet til skade i Sandavágur dagen før. Dernæst spurgte han Færøernes Politis nye chefpolitiinspektør, Niels Erik Nymark Jensen, om politiet ikke var forberedt på denne situation. Nymark Jensen sagde, at man måtte konstatere, at det som Sea Shepherd havde fortalt til politiet, at de ville demonstrere på lovlig vis, det holdt ikke, han nævnte at Sea Shepherd havde adlydt politiets ordrer ved grindefangsten, som havde været den 29. juni, men at de bortset fra det havde forsøgt at forhindre grindefangst, og at politiet før grinden i Sandavágur havde arresteret 7 aktivister og beslaglagt to af deres deres RIB-båd, og at fem blev arresteret under grindedrivningen i Sandavágur dagen før. Politiet sendte deres egen RIB-både samt Søværnets skib Triton til stedet for at opretholde lov og orden og lave et afvisningsberedskab, men de nåede ikke frem tidsnok. De kom først efter, at grindefangsten var startet.
Nymark Jensen benyttede lejligheden til at takke grindemændene, som havde foretaget de civile arrestationer og havde assisteret med, at to politibetjente kunne komme ud i en civil båd. Værten spurgte, om det var godt nok, at der måtte foretages civile arrestationer. Til det svarede Nymark Jensen, at det selvfølgelig var bedst, hvis det var politiet, der foretog arrestationerne, men at civile gerne måtte foretage arrestationer og observere, når politiet ikke var på stedet. Han opfordrede lokale færinger til at dokumentere med deres mobilkamera, hvad der skete, hvis det nu skulle ske igen, og derefter vise det til politiet, når de kom til stedet, så de skyldige kunne blive udpeget med det samme. Værten spurgte, om politiet havde noget nyt om RIB båden, hvortil chefpolitiinspektøren svarede, at de efterforskede sagen, og at de mente, at båden var sejlet til Sam Simon, og at Sam Simon nu var udenfor 12 sømilgrænsen.
Chefpolitiinspektøren fortalte, at lige inden han skulle ind i studiet, var der kommet besked om, at der var kommet en resolution fra Udlændingestyrelsen om, at de fem som blev arresteret den 23. juli, nu skulle udvises, og at politiet havde fået fat på fire af de fem personer. Han sagde, at de ville blive sendt ud af Færøerne så hurtigt som muligt.

#### Fem Sea Shepherd folk udvist fra Færøerne
Den 13. august 2015 blev de fem Sea Shepherd folk, som blev arresteret i Bøur og i Tórshavn den 23. juli 2015, udvist fra Færøerne og skulle forlade landet dagen efter, den 14. august 2015. De fem udviste personer var: Rosie Kunneke (Sydafrika), Christophe Bondue (Belgien), Xavier Figarella (Corsica/Frankrig), Marianna Baldo (Italien), Kevin Schiltz (Luxembourg)

#### Paul Watson blokerer færøske IP adresser
Den 13. august 2015 blokerede Paul Watson sin Facebook side, som kaldes Captain Paul Watson for alle færøske IP adresser. Det skete efter at anklagemyndigheden på Færøerne havde brugt Paul Watsons Facebook-side som bevis i straffesagen mod de fem Sea Shepherd-personer, som forstyrrede grindejagten i Bøur og Tórshavn den 23. juli 2015, og udviste alle fem fra Færøerne. Nogen tid senere tillod han igen Facebook-brugere med færøske IP-adresser adgang til sin Facebook-side.

#### Atlantic Airways modtog mange protest-mails
Efter grindefangsten i Sandavágur den 12. august 2015, opfordrede Paul Watson, som etablerede Sea Shepherd, sine tilhængere til at sende protestmails til Færøernes eneste luftfartsselskab, Atlantic Airways, fordi det var en kaptajn fra en af Atlantic Airways helikoptere, som fik øje på grindeflokken og som gav besked om det til de færøske myndigheder, som derefter udsendte "grindebud". Knap en uge senere skrev in.fo, at Atlantic Airways havde modtaget i hundredvis af protestmails fra modstandere af færøsk grindefangst. Ifølge Árni Olsen, salgs- og markedschef for Atlantic Airways, ønskede Atlantic Airways ikke at svare på henvendelserne, da de mente, at Sea Shepherd ikke ønskede dialog.

#### Mandskabet fra Bob Barker nægtet indrejse
Den 24. august 2015 om formiddagen ankom Sea Shepherds skib, Bob Barker i færøsk farvand; Søværnets skib F358 Triton fulgte Bob Barker til kaj. Skibet lagde til kaj ved Sund, som er nord for Tórshavn. Politi og toldere gik ombord, og politiet gav Sea Shepherd besked på, at de 21 personer som var ombord, ikke fik tilladelse til at forlade skibet og gå i land på Færøerne. Ombord på skibets dæk sås to speedbåde, som formodentlig skal bruges til at forhindre færøsk hvalfangst. Ifølge pressemeddelelse fra politiet, så har politiet med hjemmel i udlændingeloven nægtet Sea Shepherd folkene fra Bob Barker indrejse til Færøerne med den begrundelse, at lov og orden skal opretholdes på Færøerne. De 21 personer skal snarest forlade Færøerne, de bestemmer selv, hvordan de gør det, om de sejler afsted igen med Bob Barker, eller om de f.eks. rejser med fly. Politiet siger til færøske medier, at de har haft dialog med Sea Shepherd flere gange i år og har forklaret dem, at de har ret til protestere, men at de blev nødt til at holde gældende lovgivning på Færøerne. De havde nu vist, at de brød færøske og danske love, som var gældende på Færøerne, og derfor nægtede politiet de 21 personer indrejsetilladelse til Færøerne.

#### Hvaler fik fastsat sendere, aktivister arresteret
Samtidig med at Sea Shepherds skib, Bob Barker, ankom til Færøerne den 24. august 2015, blev en lille flok grindehvaler fundet tæt på bygden Leirvík (Eysturoy). Triton sejlede til grinden, for at se til at lov og orden blev holdt. Bob Barker blev tilbageholdt i Sund af politiet, men Sea Shepherds trimaran, Brigitte Bardot, sejlede tæt på grinden. Sysselmanden afgjorde dog i samråd med Færøernes Naturmuseum, at hvalerne ikke skulle slagtes men i stedet bruges til forskning af grindehvaler og deres færden ved at nogle få hvaler ville få fastsat en sender, og derefter drives ud på åbent hav igen. De blev drevet ind til Fuglafjørður, hvorefter sendere blev påsat og derefter blev hvalerne drevet ud igen. Dette er sket flere gange før på Færøerne, når en meget lille flok grindehvaler findes, f.eks. i Vágur den 2. oktober 2012 og i Hvalba den 24. okt. 2012. Det er svært at dele maden fra så lille flok til flere hundrede eller flere tusinde personer, der bliver så lidt til hver person, at det ikke kan betale sig, sagde sysselmanden. Sea Shepherd fik besked på, hvad der var blevet besluttet, men selv om der ikke var planer om at dræbe hvalerne, så forstyrrede tre Sea Shepherd folk forskernes arbejde med at fastsætte senderne på syv grindehvaler. De tre blev derfor arresteret, for brud på grindeloven. De tre arresterede kommer fra Canada, USA og Frankrig, der var tale om en 25-årig mand og to 24 og 31-årige kvinder. De tre arresterede blev senere frifundet, da der ikke var tale om grindefangst.

### September 2015

#### Straffesagen på grund af Sandavágur-grinden
I slutningen af august 2015 førtes straffesagen mod de fem Sea Shepherd folk, som blev arresteret i Sandavágur under grindejagten der, som var den 12. august 2015. Dommen bliver afsagt den 2. september. Under retssagen den 28. august sagde anklageren, Linda Hesselberg, bl.a., at det i flere tilfælde virkede som om Sea Shepherd folkene var mere interesserede i at få gode billeder end at redde hvalerne. I flere tilfælde, hvor de løb ud i vandet, var de så langt borte fra hvalerne, at de ingen chance havde haft for at redde dem. Hun satte derfor spørgsmålstegn ved, om motivet til at bryde grindeloven var et andet end at redde hvalerne, nemlig at få gode billeder af arrestationer. Som bevis for denne teori viste hun en video af grinden i Sandavágur 12. august, der var produceret af Sea Shepherd Global. Videoen viser samtaler med de fem, som blev arresteret samt nogle klip fra selve grindefangsten, bl.a. viste den Sea Shepherds båd Echo, der forstyrrede grindefangsten og til sidst lykkedes at stikke af fra politiet. Hesselberg sagde, at filmen viste, at det kun var en af de fem, der virkelig gjorde et forsøg på at redde hvalerne, de andre var alt for langt væk. Hesselberg sagde også, at hovedbudskabet med filmen var at få folk til at donere penge.
Under retssagen den 28. oktober kom det også frem, at en af de civile arrestationer blev foretaget af en kvinde, der stod på stranden med sine tre børn, hun bar det mindste på sin ene arm. En 24-årig amerikansk kvinde, der allerede var blevet arresteret og anbragt siddende på stranden, så sit snit til at stikke af og en gang til løbe ned til havet. Dette skete mens grindeflokken var kommet helt tæt på land, og mens politi og civile var optaget af at arrestere de fire andre, som forstyrrede grindefangsten. Kvinden med de tre børn reagerede hurtigt og greb fat i den 24-årige amerikaner med sin frie arm og holdt hende fast, indtil nogle færøske mænd kom og førte kvinden til politiet, hvor hun endnu engang blev arresteret.
Den 2. september 2015 faldt dom i sagen mod de fem Sea Shepherd folk. De fik alle en dom på bøder fra 25.000 op til 31.000 danske kroner. Tre personer skal betale 25.000, en skal betale 30.000 og en skal betale 31.000. De kommer fra Storbritannien, Tyskland, Holland, Italien og USA. Sagen bliver lagt for Udlændingestyrelsen med krav om, at de alle bliver udvist fra Færøerne. De fem tog ikke stilling til dommen men bad om betænkningstid.

#### Endnu fem Sea Shepherd-aktivister udvist
Den 3. september 2015 blev de fem dømte Sea Shepherd folk udvist fra Færøerne, de blev sendt ud af landet med færgen Norrøna. Paul Watson fra Sea Shepherd gør grin med straffen, som Sea Shepherd aktivisterne har fået, på sin Facebook side, han siger bl.a. at bøderne er en joke. Han siger, at eftersom de ikke har hensigt til at betale bøderne, og de heller ikke blev sat i fængsel, så er den eneste straf de har fået, en gratis rejse fra Færøerne til København.

#### Sam Simon tæt på at sejle færøsk fiskebåd ned
Sea Shepherds skib Sam Simon var fredag den 18. september 2015 tæt på at sejle en færøsk fiskebåd ned. Det var alkoholrådgiver Carl August Arge fra Tórshavn, der sejlede den lille båd. Ifølge Arge og flere vidner fra land og fra andre både, der var på havet samtidig, så sejlede Sam Simon uansvarligt. Ifølge Arge stod han på dækket og så Sam Simon nærme sig, han gjorde tegn til skibet om at skifte kurs, men Sam Simon skiftede ikke kurs. Da Sam Simon - ifølge Carl August Arge - kun var ca. en meter fra Arges båd, lykkedes det ham i sidste sekund at slå fuld bak og undgå en kollision. Efter at de næsten havde sejlet ham ned, ændrede Sam Simon kurs og sejlede ud mod Nólsoyfjorden; den havde således ikke haft til hensigt at sejle ind til Tórshavn, som Arge havde troet. Ifølge Arge kan han kun tænke på en årsag til at Sea Shepherd skibet sejlede så tæt på ham, han mener, at de ønskede at provokere ham til at foretage sig noget, som de så kunne bruge imod ham senere.
Der havde ikke været noget grindefangst på Færøerne i over en måned, ikke siden den 12. august 2015 i Sandavágur, da 61 grindehvaler blev aflivede. En lille flok blev fundet tæt på Leirvík den 23. august 2015, men sysselmanden mente at fordi de var så få, så kunne det ikke betale sig at slagte dem, da det ville være for svært at uddele kød og spæk til så mange folk, at der ville blive så lidt til hver, at det blev aflyst, og i stedet fik forskere lov til at fastsætte satelitsendere på nogle hvaler, så forskerne kan blive klogere på hvordan grindehvaler færdes. Hvis en flok grindehvaler bliver fundet, og man opdager at der er fastsat satellitsendere på dem, så bliver der ikke givet tilladelse til at drive dem ind i en hvalbugt, de skal tværtimod drives ud på åbent hav igen.
Carl August Arge har meldt Sam Simon og dens besætning til politiet pga. det som skete den 18. september.

## Aktionens sidste dage og efterspil
En uge før Sea Shepherds aktion på Færøerne Sleppið Grindini 2015 er slut, skrev organisationen på deres Facebook-side, at de havde jagtet flere flokke af grindehvaler ved Færøerne til havs, før færinger havde fået øje på dem, og derved mente organisationen, at de havde reddet hvalernes liv. Færøske medier satte spørgsmålstegn ved, om de så ikke havde forbrudt sig mod grindeloven, som i §3, stk. 4 siger, at ingen har lov til at drive en flok grindehvaler ved Færøerne uden tilladelse fra sysselmanden eller en grindeformand, og ingen har lov til at forstyrre en flok grindehvalers færden for at forhindre grindefangst, og det gælder også, selv om sysselmanden ikke har fået besked om grinden.
Hans Jacob Hermansen, som er medlem af Grindemændenes bestyrelse, mener, at Sea Shepherd ikke har fået noget ud af deres kampagne i 2015. Han påpeger, at der har været 6 grindeaflivninger, og at alle disse er fuldført uden, at Sea Shepherd har kunnet forhindre det. Han mener, at den nye grindelov har vist sig at fungere godt og har givet politiet et redskab til at håndhæve loven således, at færinger kunne gennemføre grindejagten. Han nævner i samtale med in.fo, at politiet i flere omgange har beslaglagt hurtiggående både fra Sea Shepherd, og at politiet endda via myndigheder i Skotland har beslaglagt en af Sea Shepherds både i Shetland.
Ifølge Hermansen har organisationen også forsøgt at provokere politimyndighederne til at tage et af deres skibe, han påpeger, at skibet Bob Barker fik besked på at holde sig udenfor 12 sømil, men det påbud overholdt de ikke. Men selv om Bob Baker har provokeret politiet, så har politiet ikke beslaglagt skibet. Hermansen roser også den offentlige anklager Linda Hesselberg for hendes professionelle arbejde, hvor hun har stillet medlemmer af Sea Shepherd til ansvar for deres gerninger, hvor de har brudt færøske love. Hermansen har et forslag til næste gang, at da burde der findes love som forhindrede alle Sea Shepherds skibe at komme indenfor 12 sømil.
Jacob Vestergaard, som var fiskeriminister indtil 15. september 2015, ville ikke lade Sea Shepherd tvinge sig til at ændre grindeloven pga. bekymringer fra turismen. Efter lagtingsvalget 2015 fik Færøerne en ny fiskeriminister, Høgni Hoydal fra Tjóðveldi, og han udtalte til Dimmalætting i slutningen af september, at han havde planer om at ændre grindeloven, således at turismen ikke ville have så store bekymringer om anmeldelsespligten.
Godt en uge før Sea Shepherds aktion var slut, forlod trimaranen Brigitte Bardot Færøerne og sejlede til Bremen i Tyskland. Den 29. september 2015 forlod Sea Shepherds skib Bob Barker Færøerne og sejlede mord Shetlandsøerne, det samme gjorde Sam Simon. Sea Shepherd har lovet, at de holder aldrig op med at kæmpe imod grindefangst, og de holder ikke op med at komme til Færøerne, før færinger holder op med at aflive hvaler.

### Grindehval nummer 30
Samme dag, som Sea Shepherd forlod Færøerne, den 29. september 2015, publicerede de billeder af en død og rådden grindehval, som havde nummer 30 skåret ind i hovedet. Færinger plejer at skære et nummer ind i hvalens hoved, således at man kan holde styre på, hvor stor den enkelte hval er, og hvem der skal skære hvalen op og dele kødet ud osv. Sea Shepherd sagde på deres hjemmeside, at de mente, at hvalen måtte stamme fra Tórshavn, da de ikke havde holdt vagt der under opskæringen af hvalerne. Problemet med hval nummer 30 var ifølge Sea Shepherd, at den ikke var skåret helt op, alt kødet og spækket var ikke skåret af hvalen. Sea Shepherd brugte hvalen som bevis for, at færinger kun dræber hvaler fordi de kan lide at dræbe og ikke fordi de har brug for mad.
En grindemand fra Oyri, Steintór Debes, har imidlertid iagttaget billeder og videooptagelser, som Sea Shepherd har lavet under og efter grindefangsten i Tórshavn den 23. juli 2015, og der var netop samme hval nummer 30. Debes viser på billederne fra videoen, at det er tydeligt at se, at der er tale om en syg hval, og at det er derfor, at den ikke er blevet skåret op, men er slæbt ud på åbent hav igen, lige som man gør med skeletterne af hvalerne med uspiselige rester. På billederne kunne man se, at hvalen havde flere sår på grund af parasitter, hvoraf nogle var åbne sår. Flere steder på hvalen kunne man se bylder og spor efter parasitter. Sådan en hval er ikke egnet til menneskeføde og må derfor destrueres eller slæbes ud på åbent hav.

## Høring i Folketinget i november 2015
Den 18. november 2015 afholdt Folketingets Færøudvalg en høring om "Grindefangst på Færøerne". Høringen var åben for alle, men folk, som ønskede at deltage, skulle melde sig til på forhånd. Høringen fandt sted i Landstingssalen på Christiansborg.
Oplægsholdere var:
- Magni Arge, MF (T)
- Henrik Weihe Joensen, rådgiver om sikkerhed, forsvar og beredskab
- Jacob Vestergaard, fhv. landsstyremand for fiskeri (FF)
- Rógvi Olavson, sociolog, forskningskonsulent for Nordisk Råd og fhv. programleder for WSPA
- Bjarni Mikkelsen, biolog, Naturhistorisk Museum (Færøerne)
- Hans Jacob Hermansen, fhv. formand for grindehvalfangerforeningen
- Alex Cornelissen CEO, Sea Shepherd Global

## Efterspil i 2016 og 2017

### Forespørgsel om at overtage udlændingesager
Den 6. januar 2016 satte Annika Olsen, der var løsgænger i Lagtinget på daværende tidspunkt, nu igen medlem af Fólkaflokkurin, to forespørgsler til udenrigs- og erhvervsminister Poul Michelsen, den ene var om Sea Shepherd, om hvorvidt landsstyret havde nogle planer om at forhindre organisationens skibe og både at sejle indenfor 12 sømil i færøsk havområde, og den anden forespørgsel var om hvorvidt Færøernes landsstyre havde til hensigt at overtage udlændingesager, der er danske anliggender. I kommentarer til den første forespørgsel sagde hun, at Sea Shepherds opførsel havde haft skadelig virkning på Færøernes turisme, og at det bedste ville være, at forhindre dem i at komme indenfor 12 sømil. I kommentarer til den anden forespørgsel sagde hun, at det har aldrig før været af så stor betydning som nu, at færinger selv bestemmer over udlændigesager og grænsekontrol. Efter hendes mening skal færinger bestemme i eget land og ikke nogle fremmede organisationer, der truer færingers grundlæggende rettigheder til ressourcer fra havet.

#### Svar fra Poul Michelsen, udlændingesager overtages
Sea Shepherds aktioner i 2014 og 2015 har ført til frustrationer både blandt almindelige færinger og færøske politikere, da færinger ikke selv kan lovgive om udlændingesager og dermed heller ikke kan bestemme over, hvem der får lov til at komme ind i landet, da det er fælles anliggender og danske myndigheder der bestemmer, og de vil ikke nægte Sea Shepherd adgang til Færøerne. Flere lagtingsmedlemmer har ytret ønske om, at Færøerne bør overtage udlændingesager. I februar 2016 sagde udenrigsministeren, Poul Michelsen, at på Færøerne skal færinger bestemme og ikke Sea Shepherd, men det havde de gjort indtil nu (feb. 2016). Derfor ville han og landsstyret overtage udlændingesager, og i november 2015 underskrev den danske minister Inger Støjberg en aftale med Færøernes landsstyre om at gå i gang med det forberedende arbejde, der skal til for at Færøerne kan overtage udlændingesager.

### Ingen Færøerne-aktion i 2016 - nye strategier
I januar 2016 meddelte organisationen Sea Shepherd, at de ikke ville starte en ny kampagne på Færøerne i 2016. I stedet ville de ændre taktik. De ville ikke gøre det, som færinger regnede med at de ville gøre, og de ville nægte at betale bøder og forlange at komme i fængsel i stedet. De skrev på organisationens hjemmeside, at de i flere år havde taget mange billeder og optaget i hundredvis af timer på video, og at de nu ville bruge disse for at vise hele verden, hvordan grindefangst foregik. De siger, at de har samlet mange beviser på det som de kalder "illegale aktiviteter foretaget af de delfindræbende mordere og de færøske og danske regeringer". Nu var der i følge Sea Shepherd brug for deres skibe andre steder, og nu var det på tide at lave dokumentarfilm og komme med nye strategier rettet mod dansk og færøsk turisme. Derudover ville de gå lovens vej for at udstille og rejse tiltale for brud af europæiske og internationale naturfredningslove. En af de nye strategier går ud på at vise videoklip fra grindefangst på Færøerne ved store sportsstadion, hvor mange mennesker er samlet for at se på rugby, fodbold og andre sportskonkurrencer.

### Sea Shepherd mødte ikke i Færøernes Ret
Den 22. januar 2016 startede retssagen mod Sea Shepherd i en sag der bl.a. omhandler organisationens båd Echo, der blev beslaglagt af Politiet efter grindejagten i Sandavágur den 12. august 2015. Det lykkedes dem der sejlede båden af flygte fra politiet. Båden blev senere beslaglagt af britisk politi ved Shetland. Alex Cornelissen, der havde fået indkaldelse til retssagen, mødte ikke. Han fik besked om at møde i Færøernes Ret den 22. og 25. januar 2016, da han mødte til høringen om grindefangst på Færøerne, som blev holdt på Christiansborg den 18. november 2015. Geert Vons, lederen af Sea Shepherd Holland fik også meddelelsen og det samme gjorde Alex Cornelissens advokat. Sea Shepherd var anklaget for brud på Grindeloven og Straffeloven. Retssagen blev udsat. Anklagemyndigheden ankede rettens afgørelse til Østre Landsret.

### Straffesagen i Østre Landsret i marts 2016
Straffesagen mod de fem Sea Shepherd folk, der er anklaget mod brud på grindeloven ved grinden i Bøur (fire personer) og i Sandagerð i Tórshavn (1 person) den 23. juli 2015 tog to dage og foregik i Østre Landsret i Tórshavn den 9. og 10. marts 2016. Den 9. marts skulle fire personer fra Sea Shepherd møde i retten, der var tale om de fire, der blev arresteret ved Bøur-grinden: Xavier Figarella, Marianna Baldo, Christophe Bondue og Rosie Kunneke, der i 2015 blev idømt bøder på mellem 25.000 til 35.000 kroner samt udvisning. Derudover skulle en repræsentant for Stichting Sea Shepherd Global møde i retten den 9. marts 2016. Den 10. marts 2016 skulle de samme personer igen møde i retten og derudover skulle Kevin Scheltz også møde, han blev arresteret ved Sandagerð-grinden i Tórshavn den 23. juli 2015 og fik ved retssagen i 2015 idømt 5.000 kroner i bøde.
Under retssagen den 9. marts 2016 krævede anklageren, Linda Hesselberg, at politiet fik hjemmel til at beslaglægge Sea Shepherds gummibåd, der blev brugt i grinden i Bøur og radioudstyret i den. Hun sammenlignede med fiskeskibe, der fiskede ulovligt og fik beslaglagt deres fiskeudstyr som straf. Hun brugte megen tid på at gennemgå grindeloven og de seneste ændringer i den. Forsvareren Jógvan Páll Lassen sagde, at det ikke kunne bevises, at Sea Shepherd forsøgte at forhindre grindefangsten og at de aldrig havde reddet en eneste grindehval ved at løbe ud i havet under en grindefangst. Gummibåden havde sejlet parallelt med grinden, og manden der var løbet ud i havet havde vendt sig imod folket inde på stranden og havde sagt noget til dem, det påvirkede i følge Lassen ikke grindefangsten, og kvinden blev arresteret, før hun nåede ud i havet, så ingen kunne vide, hvilken hensigt hun havde. Han mente, at bøder på 25.000 og 30.000 var alt for store. Lassen benyttede også lejligheden til at takke Sea Shepherd for, at de var årsag til, at færinger havde forbedret grindefangsten og slagtningsmetoden. Hvis det ikke havde været for pres udefra, så ville færinger sikkert stadig bruge hvalspyd til at stikke grindehvalerne med, hvilken nu var forbudt, sagde Lassen.
Som et kuriosum mente forsvareren Jógvan Páll Lassen, at det måtte være et enestående tilfælde i færøsk retshistorie, at både den anklagede, forsvareren, anklageren og dommeren havde været til stede ved hændelsen, som den anklagede var anklaget for. Han talte om grindefangsten i Tórshavn, hvor en Sea Shepherd-aktivist blev arresteret inde på stranden. Lassen og dommeren, Søren Holm Seerup, havde deltaget i selve grindejagten på havet, anklageren havde været tilskuer inde på bakken ved stranden og den anklagede havde været på stranden.

#### Dom afsagt den 17. marts 2016
Østre Landsret afsagde dom den 17. marts 2016. Dommeren valgte dels at formindske bøderne, som var på 30.000 og 35.000 til 3 Sea Shepherd aktivister fra grinden i Bøur, til 25.000 kroner, og dels at forhøje bøden som Færøernes Ret havde fastsat til 5.000 kroner til manden som forstyrrede grindefangsten i Tórshavn og nægtede at adlyde politiet, til 12.500 kroner. Landsretten stadfæstende bøden på 25.000 kroner til den fjerde person, der forstyrrede grindefangsten i Bøur. Bøden til organisationen Sea Shepherd på 75.000 kroner blev stadfæstet af Landsretten.

#### Anklagemyndigheden tilfreds med dommen
Anklageren Linda Hesselberg sagde i et interview med in.fo, at hun var meget tilfreds med dommen, og at Færøernes Ret nu vidste, hvad Østre Landsret lagde vægt på. Bøderne for brud på grindloven skal i udgangspunktet være 25.000 kr., der skulle være meget skærpende omstændigheder, hvis bøden skulle være højere. Dommen viste også, at det var helt i orden at politiet beslaglægger både og andet udstyr, som Sea Shepherd har brugt til at forstyrre en grindefangst med, dommen fra Færøernes Ret blev derved omstødt. Hesselberg mente, at det sandsynligvis ville få den konsekvens for Sea Shepherd, at de ville tænke sig grundigt om før de sendte udstyr til Færøerne fremover. Landsretten har med dommen også stadfæstet, at det var i orden at dømme selve organisationen, for kriminelle handlinger begået af deres medlemmer og at det var i orden at domme angående Sea Shepherd blev bekendtgjort via en af deres folk, som i dette tilfælde til lederen Rosie Kunneke. 

#### Sea Shepherd vil ignorere dommen fra Østre Landsret
Paul Watson, grundlæggeren af Sea Shepherd, skrev en kommentar på sin Facebook-side den 21. marts 2016 med overskriften The Lowlife Legalistic Lethal Lusts of Linda, the Ludicrous Lagertha of the Ferocious Isles, hvor han kommenterede Østre Landsrets dom. Sammen med kommentaren var et manipuleret billede af anklageren Linda Hesselberg, hvor blodstænk var tegnet på hendes ansigt og en vikingehat på hendes hoved. Han skrev, at han var stolt af dommen i Østre Landsret, for den stadfæstede, at Sea Shepherd fik dom for at forsøge at redde hvaler. Han mente dog, at Østre Landsret var en latterlig ret og langt mindre vigtig end verdens højeste ret, som japanske hvalfangere i følge Watson, ignorerede. Han mente, at da japanerne kunne ignorere verdens højeste ret og det ingen konsekvenser fik, så kunne Sea Shepherd også ignorere Danmarks Østre Landsret, som Watson kalder the Faroese “high court.” Han skrev, at Sea Shepherd ikke ville betale bøderne. Blandt Watsons argumenter var, at 85% af Færøernes befolkning i følge ham har danske pas, og at Danmark er medlem af EU og at EU-lande ikke har lov til at drive hvalfangst. Sea Shepherd Global fik en bøde på 75.000 danske kroner, men Watson siger, at Sea Shepherd Global ikke ejer en eneste dansk krone. Den del af Sea Shepherd organisationen er et center, der tager sig af at koordinere i forbindelse med de mange frivillige, der tager på aktioner for Sea Shepherd. I den sidste halvdel af den lange kommentar skriver Watson nedgørende ting om anklageren.

### Ændringsforslag til Grindeloven om straf o.a.
Færøernes fiskeriminister Høgni Hoydal har lagt forslag til ændringer af Grindeloven for Lagtinget i marts 2016, forslaget var til 1. behandling den 17. marts 2016. En af ændringerne går ud på at fjerne straffen for ikke at meddele myndighederne hvis man finder en flok grindehvaler. Pligten til at sige myndigheder fra, hvis man ser en flok grindehvaler, er dog forsat stadfæstet i loven. Som forklaring herpå siger Fiskeriministeriet, at det skyldes, at de mener, at myndighederne slet ikke vil få besked om grind, eller vil få beskeden for sent, og at det kan medføre uorganiseret grindefangst med risiko for unødig lidelse for grindehvalerne. En ændring som er kommet med i forslaget til ændring af Grindeloven er at det skal være strafbart at forstyrre, også når der ikke er tale om grindefangst men om videnskabelig mærkning af grindehvaler.  Det viste sig i 2015, at Sea Shepherd også forsøgte at forhindre, at Færøernes Naturmuseum fik påsat satellit-sendere til forskningsformål. De kunne ikke straffes, da der ikke var tale om slagtning af grindehvalerne, og fordi grindeloven ikke sagde noget om, at det var strafbart at forsøge at forhindre at der blev fastsat satellit-sendere på nogle hvaler, så Naturmuseet kunne følge hvalernes færden i det Nordatlantiske Hav. Ved 1. behandling i Lagtinget den 17. marts 2016 blev det besluttet at sende det til Lagtingets erhvervsudvalg til videre behandling.

### Straffesagen mod Stichting Sea Shepherd Global
Anklagemyndigheden forberedte en sag mod Stichting Sea Shepherd Global, hvor anklagemyndighedens påstand var, at folk fra organisationen satte flere menneskeliv i fare under den lovlige grindefangst i Sandavágur den 12. august 2015, ved at sejle hensynsløs foran, bagved og på tværs af grindeflokken for at få den til at ændre retning, hvilket førte til sammenstød mellem en af organisationens både og en RHIB-båd Tjaldur fra det færøske fiskeriinspektionsskib Brimil med materiel skade til følge, og hvor de havde udsat to mænd og en tiårig dreng ombord på båden for nær1iggende fare for deres liv og førlighed. De var også anklaget for at udsætte to politifolk for livsfare under samme grindefangst. Den 23. september 2016 faldt dom i sagen. Retten fandt Stichting Sea Shepherd Global skyldig i brud på grindeloven og straffeloven. Organisationen blev dømt til at betale tyve dagbøder på 10.000 kroner hver. Derudover blev båden Echo beslaglagt samt to motorer med en værdi på ca. 234.000 kroner. Organisationen Stichting Sea Shepherd Global blev også dømt til at betale sagsomkostningerne. Dommen kan ikke ankes, da ingen fra Sea Shepherd mødte op i retten.

### Både solgt på auktion i 2017
To RIB både og en gummibåd, som politiet havde beslaglagt fra Sea Shepherd, blev solgt på auktion i Tórshavn i oktober 2017. Den ene blev købt af privatpersoner for 280.000 kroner, den mindre RIB båd blev købt af de 48 ejere af øen Lítla Dímun for 230.000 kroner. Den skal bruges til at fragte personer, får og materiale mellem Hvalba og Lítla Dímun. Pengene går til den danske statskasse.